# Басбуса
Басбуса (ар. بسبوسه ) је слатки, сирупом натопљени десерт од гриза који се обично повезује са египатском кухињом. Слична, али мало другачија јела су такође популарна у ширем региону. Гриз се пече у плеху, затим се заслађује шећерним сирупом и обично сече у облике дијаманта (ромба) или квадрата.

## Историја
Oxford Companion to Food (3. издање) сугерише да је басбуса можда настала од јела званог ма'мунија, које је настало око 10. века. Ма'мунија се правила кувањем пиринча у масти и сирупу. Овај рецепт је касније прилагођен тако да се користи гриз, при чему се тесто прво кува, а затим натопи у сируп.
Друго гледиште о пореклу јела сугерише да је басбуса први пут направљена током 16. века у Османском царству, вероватно на територији данашње Турске, у част освајања Јерменије.
Део је кухиња Блиског истока, Балкана и Северне Африке под разним називима.
Басбуса је најчешћи назив за овај десерт на Блиском истоку, али може се звати другачије у зависности од региона. У понуди је у многим посластичарницама на Блиском истоку, а посебно је популарна током Рамазана.